# 下野テレビ映像
株式会社下野テレビ映像（しもつけテレビえいぞう）は、栃木県宇都宮市昭和1-8-11にある制作プロダクションである。1998年創立。

## 業務内容
- とちぎテレビなどのテレビ番組、CM等の企画・制作
- 企業PR、ビデオパッケージ等の企画、制作、販売
- 各種イベントの収録、編集
- カメラマン、録音、編集スタッフの派遣業務
- DVD、VHS等の複製業務
- 高画質動画配信、Web関連のコンテンツ企画、制作

## 関連会社
- 下野新聞社
- 毎日映画社